# Coruxo Fútbol Club
Il Coruxo Fútbol Club è una società calcistica con sede presso l'omonima cittadina marina e di pescatori, poco distante dal Portogallo, ma situata nella provincia di Pontevedra, nella regione Galizia, in Spagna. 
Milita nella Segunda División RFEF, la quarta divisione del campionato spagnolo.
Fondato nel 1930, disputa le partite interne nel piccolo ma infernale stadio, sempre gremito, O Vao, con capienza di 1.500 posti, che tuttavia rappresentano un terzo della popolazione. L'impianto è praticamente collocato sulla spiaggia ed è l'unico raggiungibile anche via mare. Questa peculiarità lo rende forse lo stadio di Spagna col migliore panorama. 
Il Coruxo è conosciuto in Spagna per la passione e il calore dei propri sostenitori, disposti a seguire la squadra ovunque nella speranza, tanto desiderata, di una promozione nella categoria superiore.

## Tornei nazionali
- 2ª División B: 7 stagioni
- 3ª División: 23 stagioni

## Stagioni
| Stagione    | Categoria | Posizione |
| ----------- | --------- | --------- |
| dal 1930-31 | Cat. reg. | —         |
| al 1958-59  | Cat. reg. | —         |
| 1959/60     | 3ª        | 10°       |
| 1960/61     | 3ª        | 13°       |
| 1961/62     | 3ª        | 11°       |
| 1962/63     | 3ª        | 13°       |
| 1963/64     | 3ª        | 14°       |
| 1964/65     | 3ª        | 9°        |
| 1965/66     | 3ª        | 13°       |
| 1966/67     | 3ª        | 15°       |
| dal 1967-68 | Cat. reg. | —         |
| al 1983-84  | Cat. reg. | —         |
| 1984/85     | 3ª        | 14°       |
| 1985/86     | 3ª        | 9°        |
| 1986/87     | 3ª        | 20°       |
| 1987/88     | 3ª        | 9°        |
| 1988/89     | 3ª        | 16°       |
| 1989/90     | 3ª        | 18°       |

| Stagione    | Categoria | Posizione |
| ----------- | --------- | --------- |
| 1990/91     | Cat. reg. | —         |
| 1991/92     | 3ª        | 19°       |
| 1992/93     | Cat. reg. | —         |
| 1993/94     | Cat. reg. | —         |
| 1994/95     | Cat. reg. | —         |
| 1995/96     | 3ª        | 20°       |
| dal 1996-97 | Cat. reg. | —         |
| al 2002-03  | Cat. reg. | —         |
| 2003/04     | 3ª        | 9°        |
| 2004/05     | 3ª        | 4°        |
| 2005/06     | 3ª        | 5°        |
| 2006/07     | 3ª        | 2°        |
| 2007/08     | 3ª        | 4°        |
| 2008/09     | 3ª        | 7°        |
| 2009/10     | 3ª        | 4°        |
| 2010/11     | 2ªB       | 14°       |
| 2011/12     | 2ªB       | 11°       |
| 2012/13     | 2ªB       | 9°        |

## Rosa 2020-2021
Rosa e numerazione aggiornate al 5 aprile 2021.
| N. |                      | Ruolo | Calciatore        |
| -- | -------------------- | ----- | ----------------- |
| 1  | Spagna (bandiera)    | P     | Alberto Domínguez |
| 2  | Venezuela (bandiera) | D     | Riki Mangana      |
| 4  | Spagna (bandiera)    | C     | Jonathan Vila     |
| 5  | Spagna (bandiera)    | D     | Pablo Crespo      |
| 6  | Spagna (bandiera)    | C     | Borja Yebra       |
| 7  | Spagna (bandiera)    | D     | Aitor Aspas       |
| 8  | Spagna (bandiera)    | C     | Antón de Vicente  |
| 9  | Spagna (bandiera)    | A     | Diego Silva       |
| 10 | Spagna (bandiera)    | C     | Mateo Míguez      |
| 11 | Spagna (bandiera)    | D     | Manu              |
| 12 | Spagna (bandiera)    | C     | Mohamed Chabboura |

| N. |                   | Ruolo | Calciatore          |
| -- | ----------------- | ----- | ------------------- |
| 13 | Spagna (bandiera) | P     | Alejandro Fernández |
| 14 | Spagna (bandiera) | C     | Jacobo Trigo        |
| 15 | Spagna (bandiera) | D     | Andriu              |
| 16 | Spagna (bandiera) | C     | Chevi               |
| 17 | Spagna (bandiera) | D     | Pablo Salgueiro     |
| 18 | Spagna (bandiera) | D     | Aarón Piñán         |
| 19 | Spagna (bandiera) | C     | Pedro Vázquez       |
| 20 | Spagna (bandiera) | C     | Esteban López       |
| 21 | Spagna (bandiera) | C     | Alex Ares           |
| 22 | Spagna (bandiera) | C     | José Rivera         |
|    | Spagna (bandiera) | C     | Martín Fuentes      |

## Rosa 2019-2020
Rosa e numerazione aggiornate al 5 gennaio 2020.
| N. |                    | Ruolo | Calciatore        |
| -- | ------------------ | ----- | ----------------- |
| 1  | Spagna (bandiera)  | P     | Alberto Domínguez |
| 2  | Spagna (bandiera)  | D     | Carlos Torrado    |
| 3  | Spagna (bandiera)  | D     | Aitor Aspas       |
| 4  | Spagna (bandiera)  | C     | Jonathan Vila     |
| 5  | Spagna (bandiera)  | D     | Pablo Crespo      |
| 6  | Spagna (bandiera)  | C     | Borja Yebra       |
| 7  | Senegal (bandiera) | C     | Alassane Sylla    |
| 8  | Spagna (bandiera)  | C     | Antón de Vicente  |
| 9  | Spagna (bandiera)  | A     | Diego Silva       |
| 10 | Spagna (bandiera)  | C     | José María Barril |
| 11 | Spagna (bandiera)  | C     | David Añón        |

| N. |                    | Ruolo | Calciatore        |
| -- | ------------------ | ----- | ----------------- |
| 12 | Spagna (bandiera)  | C     | Óscar Martinez    |
| 14 | Spagna (bandiera)  | C     | Jacobo Trigo      |
| 15 | Spagna (bandiera)  | D     | Lucas Fernández   |
| 16 | Spagna (bandiera)  | C     | Martín Fuentes    |
| 17 | Spagna (bandiera)  | D     | Pablo Salgueiro   |
| 18 | Spagna (bandiera)  | D     | Manu              |
| 19 | Spagna (bandiera)  | C     | Alex Ares         |
| 20 | Marocco (bandiera) | C     | Youssef Al Watani |
| 21 | Spagna (bandiera)  | C     | Mateo Míguez      |
| 22 | Spagna (bandiera)  | A     | Kevin Mendoza     |
| 26 | Spagna (bandiera)  | P     | Pablo Brea        |

## Palmarès

### Altri piazzamenti
- Tercera División:

Secondo posto: 2006-2007
- Copa Federación de España:

Semifinalista: 2019